# 圣巴泰勒米 (芒什省)
圣巴泰勒米（法語：Saint-Barthélemy，法語發音：[sɛ̃ baʁtelemi] ⓘ）是法国芒什省的一个市镇，属于阿夫朗什区。

## 地理
圣巴泰勒米（48°40'53"N, 0°57'10"W）面积6.81 平方千米，位于法国诺曼底大区芒什省，该省份为法国西北部沿海省份，西、北、东北三面环大西洋，东起顺时针与卡爾瓦多斯省、奧恩省、马耶讷省和伊勒-维莱讷省接壤。
与圣巴泰勒米接壤的市镇（或旧市镇、城区）包括：勒讷堡、罗马尼-丰特奈、圣克莱芒-朗库德赖、瑞维尼莱瓦莱。

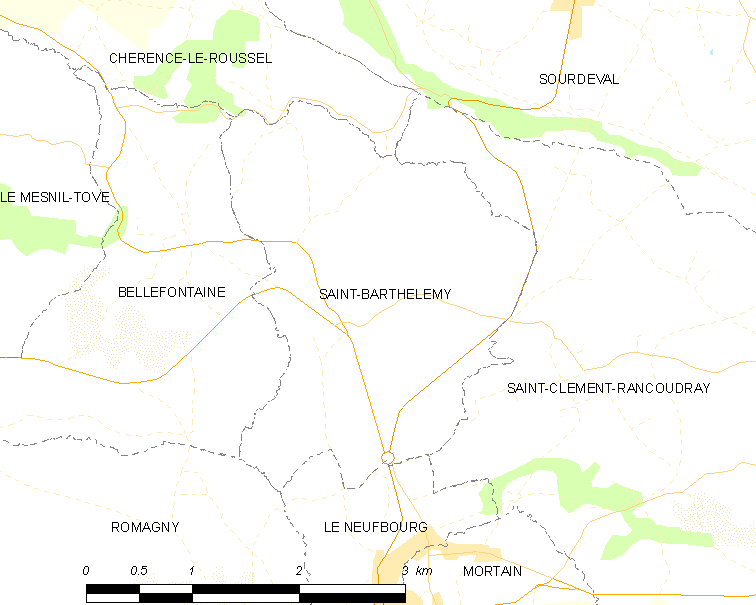
的OSM定位图

圣巴泰勒米的时区为UTC+01:00、UTC+02:00（夏令时）。

## 行政
圣巴泰勒米的邮政编码为50140，INSEE市镇编码为50450。

## 政治
圣巴泰勒米所属的省级选区为勒莫尔泰奈县。

## 人口

1962-2008年间人口变化图示

圣巴泰勒米于2022年1月1日时的人口数量为338人。